# Brachychloa
Brachychloa là một chi thực vật có hoa trong họ Hòa thảo (Poaceae).

## Loài
Chi Brachychloa gồm các loài: